# 2-е Ульяновское танковое училище имени М. В. Фрунзе
2-е Ульяновское танковое училище им. М. В. Фрунзе — военное учебное заведение СССР, готовившее командиров танковых войск. Дислоцировалось в городе Ульяновске в 1947—1960 годах.
Полное наименование: 2-е Ульяновское танковое ордена Ленина, Краснознамённое училище имени М. В. Фрунзе.

## История
См. статью: История Орловского бронетанкового училища
В 1947 году в город Ульяновск, на базу расформированного 2-го Ульяновского танкового дважды Краснознаменного училища им. М. И. Калинина, из города Балашова Саратовской области, передислоцируется Орловское танковое ордена Ленина, Краснознамённое училище имени М. В Фрунзе. Согласно приказу зам. НКО СССР  Е. А. Щаденко № 0337 от 3.09.1941 г. все передислоцированные военные училища не переименовывать. Поэтому училище официально осталось называться «Орловское ордена Ленина, Краснознамённое бронетанковое училище имени М. В. Фрунзе в Ульяновске».
В декабре 1957 года, с отменой приказа № 0337 от 3.09.1941 г., училище переименовывается во 2-е Ульяновское танковое ордена Ленина, Краснознамённое училище имени М. В. Фрунзе.
В 1960 году, согласно Директиве ГШ СА, училище было расформировано.

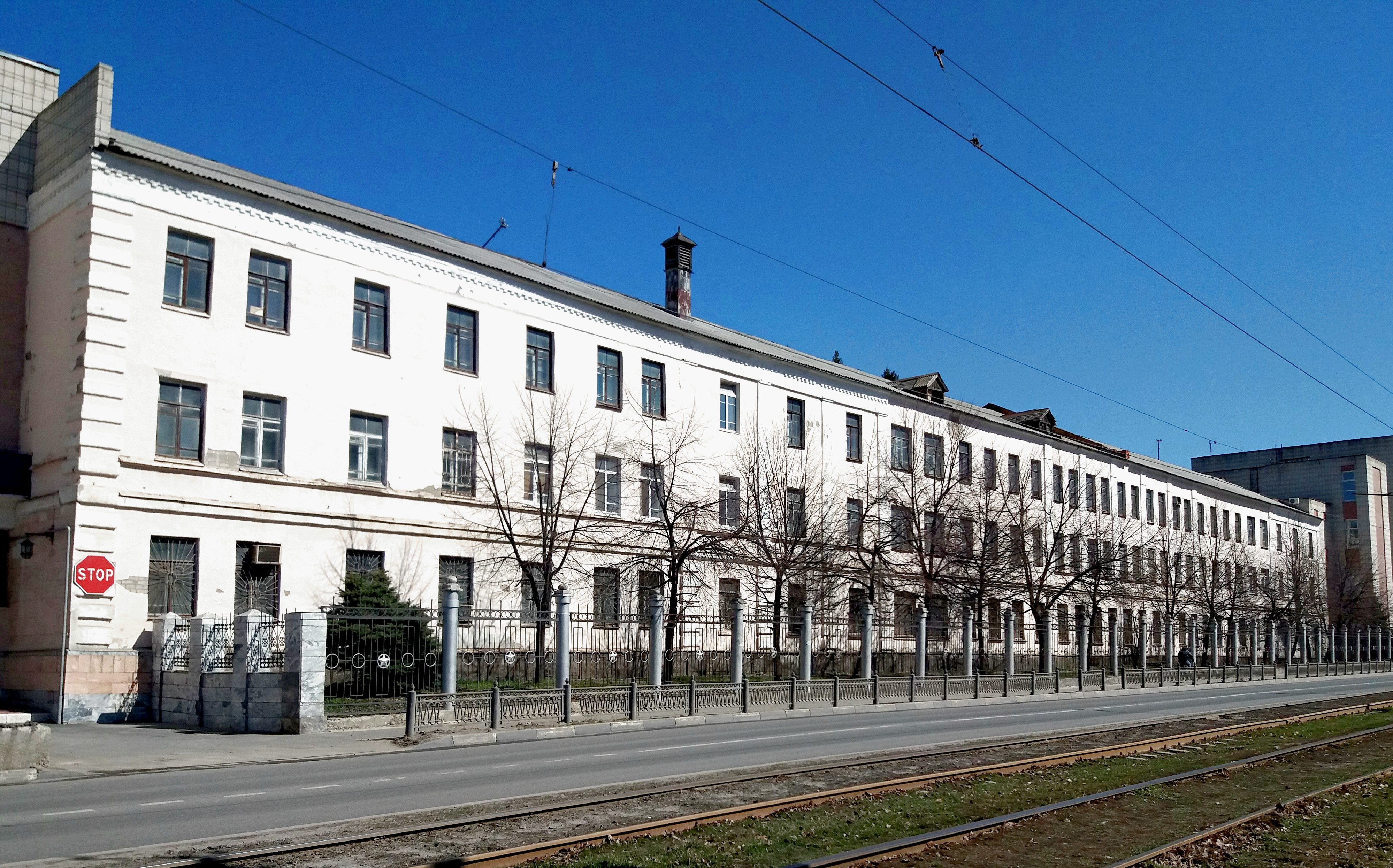
Здание 2-го Ульяновского танкового училища.

В августе 1960 года на его базу из города Винница Украинской ССР передислоцируется Ульяновское высшее военно-техническое училище имени Богдана Хмельницкого (расформировано в 2011 году). С 2011 по 2024 год на его базе дислоцировалось Ульяновское гвардейское суворовское военное училище.                                                                                                                  

## Начальники училища
- Шаумян Сурен Степанович (с 1929),
- комбриг / генерал-майор т/в Чернявский Михаил Львович (с 2.1935 — 8.06.1940),
- полковник Вармашкин Сергей Петрович (8.1940 — 1945),
- полковник Кузнецов, Сергей Михайлович (врид, с 6.1941 — 8.1941),
- подполковник Гресик, Иван Иванович (8.1943),

Начальники 2-го Ульяновского танкового училища:
- генерал-майор т/в Тяглов, Гавриил Михайлович (19.04.1947 — 18.08.1949)
- генерал-майор т/в Чугунков, Иван Ильич (с 10.1949 по 2.1959);
- генерал-майор т/в Яковлев, Сергей Михайлович (с 5.01.1959 по 17.05.1960);

## Известные преподаватели
- Куприн, Иван Тихонович — комиссар училища.
- Лимаренко, Иван Макарович — командовал взводом курсантов.
- Соммер, Андрей Иосифович — преподаватель тактики, начальник огневой подготовки училища.

## Известные выпускники
- Митрохов, Василий Кузьмич (вып. 1947);
- Лимаренко, Иван Макарович (вып. 1950);
- Ахунов, Наиль Мирсаитович (вып. 1951);
- Крылов, Евгений Иванович (вып. 1955);
- Мокшанов, Дмитрий Иванович (вып. 1956);
- Родионов, Игорь Николаевич (вып. 1957);
- Пчелинцев, Владимир Иванович (вып. 1960);

## Факты
- В 1957 / 1958 гг. за хоккейную команду училища выступал будущий заслуженный тренер СССР (1980), Почётный гражданин Нижегородской области (2002) Фокин Юрий Ефимович[2].

## Память
- На территории военного городка бывшего Ульяновского высшего военно-технического училища, сооружён монумент Выпускникам-танкистам[3].